# Cisleitania
Cisleitania (en alemán: Cisleithanien o Zisleithanien) era el nombre de la parte austríaca del Imperio austrohúngaro, la monarquía dual creada en 1867 y disuelta en 1918. Su nombre oficial era Die im Reichsrat vertretenen Königreiche und Länder («Los Reinos y Países Representados en el Consejo Imperial»).
Cisleitania tenía por capital Viena y una población de 28 571 900 habitantes en 1910.
El nombre latino Cisleitania se deriva del río Leita (Lajta) y se le aplica por encontrarse en su mayor parte al oeste del río (o «aquende», desde la perspectiva austriaca). Del mismo modo, Transleitania, el territorio del Reino de Hungría en la monarquía dual se encontraba al este del río Leita.
En realidad, los nombres de Cisleitania y Transleitania nunca fueron de uso común en Austria.

## Provincias
Cisleitania se componía de quince territorios de la corona, que enviaban representantes al Reichsrat (parlamento cisleitano):

Mapa de Austria-Hungría. Cisleitania: 1. Bohemia, 2. Bucovina, 3. Carintia, 4. Carniola, 5. Dalmacia, 6. Galitzia, 7. Litoral austriaco, 8. Baja Austria, 9. Moravia, 10. Salzburgo, 11. Silesia, 12. Estiria, 13. Tirol, 14. Alta Austria, 15. Vorarlberg; Transleitania: 16. Hungría, 17. Croacia y Eslavonia; 18. Bosnia y Herzegovina.

| Estado                                         | Capital                  |
| ---------------------------------------------- | ------------------------ |
| Böhmen (Bohemia)                               | Prag (Praga)             |
| Bukowina (Bucovina)                            | Czernowitz (Chernivtsí)  |
| Dalmatien (Dalmacia)                           | Spalato (Split)          |
| Galizien und Lodomerien (Galitzia y Lodomeria) | Lemberg (Leópolis, Lviv) |
| Kärnten (Carintia)                             | Klagenfurt               |
| Krain (Carniola)                               | Laibach (Liubliana)      |
| Küstenland (Litoral austríaco)                 | Triest (Trieste)         |
| Mähren (Moravia)                               | Brünn (Brno)             |
| Niederösterreich (Baja Austria)                | Wien (Viena)             |
| Oberösterreich (Alta Austria)                  | Linz                     |
| Salzburg (Salzburgo)                           | Salzburg (Salzburgo)     |
| Schlesien (Silesia)                            | Troppau (Opava)          |
| Steiermark (Estiria)                           | Graz                     |
| Tirol                                          | Innsbruck                |
| Vorarlberg                                     | Bregenz                  |

## Política
En un principio, cada territorio de la Corona tenía una asamblea regional, el Landtag, que enviaba representantes a las cuatro curias del Reichsrat. Este sistema cambió en 1897, cuando se estableció el sufragio universal mitigado por condicionamientos de clase (a la clase obrera se le asignó una quinta curia de 72 miembros sobre un total de 498 diputados).
El Reichsrat (con 498 miembros) era escenario de la pugna nacionalista entre los alemanes y los eslavos del Imperio, especialmente los checos. Al principio dominaban los alemanes (aliados permanentemente con los polacos), pero los eslavos alcanzaron la mayoría tras la reforma electoral de 1907, que abolió el sufragio cualificado por clases sociales. La llegada de los partidos de masas y de clase (socialdemócratas y socialcristianos) aportó cierta disciplina dentro del caos habitual del Reichsrat.
Para los asuntos federales (finanzas, defensa), el Reichsrat nombraba una delegación de sesenta miembros que discutía esos temas con el emperador.
La política sufría frecuentes bloqueos debidos a las tensiones entre las distintas nacionalidades. A partir de 1909, el emperador Francisco José gobernó autocráticamente por decreto imperial.
El Reichsrat suspendió sus sesiones en marzo de 1914 y no volvió a reunirse hasta el acceso al trono de Carlos I en 1916.

## Población (1910)

Escudo de Cisleitania.

| Etnia                | % de la población total de Cisleitania |
| -------------------- | -------------------------------------- |
| Austríacos           | 33 %                                   |
| Checos               | 22 %                                   |
| Polacos              | 15 %                                   |
| Ucranianos (Rutenos) | 12 %                                   |
| Eslovenos            | 5 %                                    |
| Italianos            | 3 %                                    |
| Croatas              | 3 %                                    |
| Otros                | 7 %                                    |